# Владимир Шмицер
Владимир Шмицер (Дјечин, 24. мај 1973) је бивши чешки фудбалер који је играо као везни играч. Шмицер је био посвећени играч фудбалског клуба Славија Праг, једини чешки клуб је икада играо. Он је такође посебно играо за Ленс у Француској, са којим је освојио Лигуе 1 титулу. Године 1999, Шмицер преселио у Енглеску где је играо за Ливерпул, освојивши више почасти. Он је можда најбоље упамћен у Ливерпулу за његов током учешћа за голд из велике удаљености на УЕФА Лиги шампиона у финалу 2005. године.
На међународном плану, Шмицер је заиграо за Чехословачки национални тим и 80 пута је наступио за Чешку фудбалску репрезентацију. Он се повукао из професионалног бављења фудбалом у 2009. години.

## Клупска каријера

### Рана каријера
Средњи нападач, Шмицер се прво истакао 1996. године, играјући и помажући фудбалском клубуСлавија Праг да дође до полуфинала на Куп УЕФА Куп 1995/96. Затим прелази да игра за Чешку фудбалску репрезентацију када 1996. годие стигао дофинала УЕФА лига Еропе.
Шмицер током играња Европског првенства те 1996. године, не чекајући да се заврши, потписје уговор са француским клубом ФК Ленс прије почетка турнира. Док је био у Ленсу, доживио је низ успјеха који је инспирисао клуб бише него икада. У том периоду играња успио је и да освоји једину титулу у том временском раздобљу. То сезоне је постигао седам голова и био је вођа на терену. Играо је у УЕФА Лигу шампиона 1998.-1999. године и одиграо је кључну улогу у успјесима на овом турниру.
Отишао је из Ленса када започиње анганжман у Ливерпул у јуну 1999. године.

### Ливерпул
Шмицер се придружио Ливерпулу за накнаду од 4,2 милиона фунти, регрутован да попуни празнину одласком Стива Макманамана у Реал Мадрид. По доласку на терен у 1999. години, Шмицер је носио број 7 на свом дресу, иако је касније тај број промјењен у 11 послије доласка Харија Кјуела. Када је напустио Ливерпул 2005. године, рекао је Шмицер, "само потписивање за Ливерпул за мене је био сан, јер сам навијао за њих као дјете. То је остварење сна." Он је свој први дебитантски наступ за Ливерпул одграо у мечу против Шефилд венсдеј на стадиону Хилсбору. Његова прва кампања у Ливерпулу сама по себи је била тешка, и захтјевала је више кондиције и вјежбе како би се изборио са темпом енглеске игре која је завршила повредом Шмицера.
У сезони 2000/01. у ФК Ливерпул Шмицер (или "Влади", како су навијачи Ливерпула од миља звали) пролази много боље. Остварио је свој први погодак у премијер лиги када су изгбили резулзатом 4:3 против Лидс јунајтеда на Еланд Роаду и допринео Ливерпулу, да би се касније у финалу Купа УЕФА изашао на терен као замјена.
Нажалост, Шмицер се мучио са повредама и недостатаком доследности јер није био у сталном саставу тима. Међутим, било је неких незаборавне тренутке за Чеха, укључујући и последње минута утакмице против Челсија у 2002. години када су извојевали побједу, и предиван волеј против Борусије у Европи, као и сјајним наступом када су резултатом 2:0 побједили Рому у Лиги Шампиона на Енфилду. Озбиљна повреда које је задобио крајем 2003. године, означила је и крај сезонеза Шмицера у Ливерпула.
Он се вратио у форму у 2004.-2005. сезоне и, због тешке кризе повреда у клубу, дошло је до промјена на клупи Ливерпула и то доалском новог тренера Рафаела Бенитеза. Остатак сезоне је био успјешан ако се има у виду да је натупио у незу утакмица када је улазио као замјена и одиграо значајан број минута на терену. Одиграо је на утакмицама против Бајер Леверкузен, Јувентуса и Челсија и тада се Ливерпул пласирао у финале Лиге шампиона 2005. године против Милана.
Пре финала, Бенитез је одлучио да Шмицеру не обнови уговор. Осим тога, Шмицер, који је прославио 32. рођендан дан раније, није започео финалну утакмицу. У 22. минуту, међутим, због повреде Харија Кевела, добио је прилику да оконча свој ангажман за Ливерпул у стилу: "Прије финала имао сам велику жељу да одиграм ту утакмицу. То је била моја посљедњи меч за Ливерпул и желио сам да га завршим са стилом. Нисам пуно размишљао о одласку у том тренутку само сам хтио да уживам у великом мечу као што је овај."
Упркос томе што је именован као замена, Шмицер је брзо ушао у игру када је Кевел претрпио повреду. У то време резултат је био 1-0 У корист Милана а на полувремену тај се резултат промјенио у корист Милана, и било је 3:0. Ситуација се промјенила у другом полувремену, Ливерпул је успео да контролише терен и након 30 минута игре Ливерпулов капетан Стивен Џерард постиже први гол за Ливерпул. Мање од два минута касније, Шмицер упутио ударац са удаљености више од 20 метара када лопта пролази поред Диде у далеки десни угао и постиже други погодак за Ливерпул . Након тога Шаби Алонсо је постигао изједначујући погодак, меч је отишао у продужетаке, а затим су услиједили пенали, у којима Шмицер постигао одлучујући пенал. Он је прославио тај ударац са пољупцем грба на свом дресу испред навијача Ливерпула.

### Бордо
Шмицер је прешао у Бордо у љето 2005. године када је узео учешће у Лиги шампиона 2006. године. Тада је Бордо у групној фази извукао Ливерпул као противника. Он је изразио задовољство повратком у на терен, иако му је због повреда забрањено игра утакмице на обје стране. Шмицер претрпео озбиљну повреду колена која га је коштала више од годину дана лијечења и рехабилитације. Повреда је била најгори тренутак у његовој каријери за коју су чак и сматрали одлазком у пензију. Као резултат тога, он је пропустио Светско клупско првенство у фудбалу у Немачкој, које се одржало 2006. године, али се није отишао у пензију. После другог дугог опоравка, Шмицер није продужи свој уговор у Бордоу и напустио клуб у љето 2007. године. Одиграо је 28 утакмица и постигао 3 гола.

### Славија Праг
У јулу 2007. године, Шмицер се вратио у Славија Праг, где је потписао уговор на годину дана. Његов повратак у Славију изазвао радост међу навијачима тог клуба. То сезоне, Славија је освојила своју прву титулу после 12 година, а тријумф је био захваљујући Шмицеру. Још једном, ова магија његове каријере је прекинута повредама.
Он је завршио фудбалска каријера после изјдначеног резултата 0:0 против Викторија Плзен 9. новембра 2009. године, и званично се опростио са професионалном фудбалском каријером на Синот Тип арени у Прагу. Петнаест хиљада навијача присуствовало је на том одиграном последњем мечу.

## Међународна каријера
Шмицер је започео своју интернационалну каријеру 1993. године и био битан играч у три УЕФА Лига шампиона када је играо за Чешку фудбалску репрезентацију, када је постигао 27 голова.
Шмицер је био део Чешка тиму за УЕФА Лига Европе 1996. године. Четири године касније, на УЕФА Лиги Европе 2000. , Шмицер постигао оба гола у за побједу репрезентације, 2-0 против Фудбалске репрезентације Данске.
У УЕФА Лига Европе 2004. године, он је постигао победоносни погодак у тиму за победу над Фудбалске репрезентације Холандије, резултатом 3:2. У тој утакмици, Чеси су губили 2:0 послије 20 минута игре, али је ипак успјели да се врате у игру и извојевали побједу. Шмицер рекао је да утакмица против Холандије био најупечатљивији моменат у својој интернационалној каријери.
Шмицер није могао да учествује у ФИФА Свјетском купу 2006. године због повреде ногу.
Иако није играо на Европском првенству 2008. године, Шмицер дебитовао као телевизијски коментатор током првом мечу турнира између домаћина Фудбалске репрезентације Швајцарске и његов матерњи Чешка, одржан 7. јуна у Базелу.

## Менаџерска каријера
Само један дан након што се повукао из фудбала, Шмицер постао спортски директор чешке репрезентације.

## Лични живот
Шмицер је ожењен за Павлина Визкова, ћерка златног олимпијца фудбалера Ладислава Визека. Они имају ћерку, Наталију, и сина Јириа.

## Статистика каријере

### Клуб
| Клубски учинак                 | Клубски учинак    | Клубски учинак         | Лига | Лига   | Куп           | Куп           | Лига куп | Лига куп | Континентална | Континентална | Укупно | Укупно |
| Сезона                         | Клуб              | Лига                   | Apps | Голови | Apps          | Голови        | Apps     | Голови   | Apps          | Голови        | Apps   | Goals  |
| Чехословачка                   | Чехословачка      | Чехословачка           | Лига | Лига   | Куп           | Куп           | Лига куп | Лига куп | Континентал   | Континентал   | Укупно | Укупно |
| ------------------------------ | ----------------- | ---------------------- | ---- | ------ | ------------- | ------------- | -------- | -------- | ------------- | ------------- | ------ | ------ |
| Чехословачка Прва лига 1992-93 | ФК Славија Праг   | Чехословачка Прва лига | 21   | 9      |               |               |          |          |               |               |        |        |
| Чешка република                | Чешка република   | Чешка република        | Лига | Лига   | Чешки куп     | Чешки куп     | Лига куп | Лига куп | Европа        | Европа        | Укупно | Укупно |
| Гамринус лига 1993-94          | Славија Праг      | Гамринус лига          | 18   | 6      |               |               |          |          |               |               |        |        |
| Гамринус лига 1994-95          | Славија Праг      | Гамринус лига          | 16   | 3      |               |               |          |          |               |               |        |        |
| Гамринус лига 1995-96          | Славија Праг      | Гамринус лига          | 28   | 9      |               |               |          |          |               |               |        |        |
| Француска                      | Француска         | Француска              | Лига | Лига   | Куп Француске | Куп Француске | Куп лиге | Куп лиге | Европа        | Европа        | Укупно | Укупно |
| Подјела 1 сезона 1996-97       | Ленс              | Прва лига              | 33   | 5      |               |               |          |          |               |               |        |        |
| Подјела 1 сезона 1997-98       | Ленс              | Прва лига              | 28   | 7      |               |               |          |          |               |               |        |        |
| Подјела 1 сезона 1998-99       | Ленс              | Прва лига              | 30   | 4      |               |               |          |          |               |               |        |        |
| Енглеска                       | Енглеска          | Енглеска               | Лига | Лига   | ФА куп        | ФА куп        | Лига куп | Лига куп | Европа        | Европа        | Укупно | Укупно |
| Премијер лига                  | Ливерпул          | Премијер лига          | 21   | 1      | 2             | 0             | 2        | 0        | 0             | 0             | 25     | 1      |
| Премијер лига 2000-01          | Ливерпул          | Премијер лига          | 27   | 2      | 5             | 1             | 6        | 4        | 11            | 0             | 49     | 7      |
| Премијер лига 2001-02          | Ливерпул          | Премијер лига          | 22   | 4      | 1             | 0             | 1        | 0        | 11            | 1             | 35     | 5      |
| Премијер лига 2002-03          | Ливерпул          | Премијер лига          | 21   | 0      | 1             | 0             | 5        | 0        | 6             | 1             | 33     | 1      |
| Премијер лига 2003-04          | Ливерпул          | Премијер лига          | 20   | 3      | 1             | 0             | 1        | 1        | 3             | 0             | 25     | 4      |
| Премијер лига 2004-05          | Ливерпул          | Премијер лига          | 10   | 0      | 0             | 0             | 0        | 0        | 6             | 1             | 16     | 1      |
| Француска                      | Француска         | Француска              | Лига | Лига   | Куп Француске | Куп Француске | Куп лиге | Куп лиге | Европа        | Европа        | Укупно | Укупно |
| Прва лига 2005-06              | Бордо             | Прва лига              | 25   | 3      |               |               |          |          |               |               |        |        |
| Прва лига сезона 2006-07       | Бордо             | Прва лига              | 3    | 0      |               |               |          |          |               |               |        |        |
| Чешка република                | Чешка република   | Чешка република        | Лига | Лига   | Чешки куп     | Чешки куп     | Лига куп | Лига куп | Европа        | Европа        | Укупно | Укупно |
| Гамринус лига 2007-08          | Славија Праг      | Гамринус лига          | 12   | 2      |               |               |          |          |               |               |        |        |
| Гамринус лига 2008-09          | Славија Праг      | Гамринус лига          | 8    | 3      |               |               |          |          |               |               |        |        |
| Гамринус лига 2009–10]]        | Славија Праг      | Гамринус лига          | 3    | 0      |               |               |          |          |               |               |        |        |
| Укупно                         | Чехословачка      | Чехословачка           | 21   | 9      |               |               |          |          |               |               |        |        |
| Укупно                         | Чешка Република   | Чешка Република        | 85   | 23     |               |               |          |          |               |               |        |        |
| Укупно                         | Француска         | Француска              | 119  | 19     |               |               |          |          |               |               |        |        |
| Укупно                         | Енглеска          | Енглеска               | 121  | 10     | 10            | 1             | 15       | 5        | 37            | 3             | 183    | 19     |
| Укупно (каријера)              | Укупно (каријера) | Укупно (каријера)      | 346  | 61     |               |               |          |          |               |               |        |        |

### Голови
| #   | Датум              | Противник           | Скор | Резултат    | Такмичење                              |
| --- | ------------------ | ------------------- | ---- | ----------- | -------------------------------------- |
| 1.  | 19. јун 1996       | Русија              | 3–3  | Изједначено | УЕФА Лига Европе                       |
| 2.  | 18. септембар 1996 | Малта               | 6–0  | Побједа     | ФИФА Свјетски куп - квалификације 1998 |
| 3.  | 26. август 1997    | Словачка            | 1–2  | Пораз       | ФИФА Свјетски куп - квалификације 1998 |
| 4.  | 6. септембар 1997  |                     | 2–0  | Побједа     | ФИФА Свјетски куп - квалификације 1998 |
| 5.  | 11. септембар 1997 | Словачка            | 3–0  | Побједа     | ФИФА Свјетски куп - квалификације 1998 |
| 6.  | 13. децембар 1997  | Јужна Африка        | 2–2  | Изједначено | ФИФА Конфедерацијски куп 1997          |
| 7.  | 13. децембар 1997  | Јужна Африка        | 2–2  | Изједначено | ФИФА Конфедерацијски куп 1997          |
| 8.  | 17. децембар 1997  | УАЕ                 | 6–1  | Побједа     | ФИФА Конфедерацијски куп 1997          |
| 9.  | 17. децембар 1997  | УАЕ                 | 6–1  | Побједа     | ФИФА Конфедерацијски куп 1997          |
| 10. | 17. децембар 1997  | УАЕ                 | 6–1  | Побједа     | ФИФА Конфедерацијски куп 1997          |
| 11. | 25. март 1998      | Република Ирска     | 2–1  | Побједа     | Пријатељска                            |
| 12. | 22. април 1998     | Словенија           | 3–1  | Побједа     | Пријатељска                            |
| 13. | 21. мај 1998       | Парагвај            | 1–0  | Побједа     | Кирин куп                              |
| 14. | 6. септембар 1998  |                     | 1–0  | Побједа     | УЕФА лига Европе 2000- квалификације   |
| 15. | 10. октобар 1998   | Босна и Херцеговина | 3–1  | Побједа     | УЕФА лига Европе 2000- квалификације   |
| 16. | 31. март 1999      | Шкотска             | 2–1  | Побједа     | УЕФА лига Европе 2000- квалификације   |
| 17. | 21. јун 2000       | Данска              | 2–0  | Побједа     | УЕФА лига Европе 2000                  |
| 18. | 21. јун 2000       | Данска              | 2–0  | Побједа     | УЕФА лига Европе 2000                  |
| 19. | 13. фебруар 2002   | Кипар               | 4–3  | Побједа     | Пријатељска                            |
| 20. | 18. мај 2002       | Италија             | 1–0  | Побједа     | Пријатељска                            |
| 21. | 6. септембар 2002  | Југославија         | 5–0  | Побједа     | Пријатељска                            |
| 22. | 30. април 2003     | Турска              | 4–0  | Побједа     | Пријатељска                            |
| 23. | 11. јун 2003       | Молдавија           | 5–0  | Побједа     | УЕФА лига Европе 2004- квалификације   |
| 24. | 6. септембар 2003  | Белорусија          | 3–1  | Побједа     | УЕФА лига Европе 2004- квалификације   |
| 25. | 19. јун 2004       | Холандија           | 3–2  | Побједа     | УЕФА лига Европе 2004                  |
| 26. | 4. јун 2005        | Андора              | 8–1  | Побједа     | ФИФА Свјетски куп - квалификације 2006 |
| 27. | 12. новембар 2005  | Норвешка            | 1–0  | Побједа     | ФИФА Свјетски куп - квалификације 2006 |

## Награде

### Клуб
Славија Праг
- Гамбринус лига: Гамбринус лига 1995–96, Гамбринус лига 2007–08, Гамбринус лига 2008–09

Ливерпул
- ФА Куп: ФА Куп 2001
- УЕФА Куп: УЕФА Куп 2001
- УЕФА Лига шампиона: УЕФА Лига шампиона 2004/05.

### Међународна
Чешка Република
- УЕФА лига Европе: УЕФА лига Европе 2006: Учесник